# Boys' club
Un boys' club est un réseau informel privé largement ou exclusivement masculin dont les membres, socialement homogènes, sont choisis par cooptation afin de s'entraider dans le domaine professionnel en usant de leur influence. D'autres désignations synonymes sont old boys' club, good old boys' clubs (club de vieux copains), old boys' network (réseau des vieux potes).

## Dénominations
En Angleterre, le terme good old boys’ club est utilisé pour décrire un réseau d'alumni issus d'écoles privées pour garçons. Les réseaux d'alumni et de mentorat existent depuis longtemps, par exemple dans les fraternités et sororités étudiantes. 
L'expression boys' club a évolué sur le plan sémantique pour désigner la « culture boys' club », réseau informel dont les membres, majoritairement voire exclusivement masculins, s'entraident et se cooptent tout en excluant les femmes de ces cercles décisionnels. Certains y voient le reflet d'un schéma patriarcal présent dans la société,. Si les médias français emploient largement le terme boys' club ou boys club, des variantes existent telle old boys network pour « réseau des vieux potes ».

## Histoire
La notion de gentlemen's club apparaît en Angleterre au XVIIIe siècle pour désigner des sociétés informelles et privées où les hommes se retrouvent pour bavarder et boire selon leurs affinités socio-culturelles. Au XIXe siècle, ces cercles deviennent plus sélectifs et privatisent des lieux où se retrouvent des membres influents de la société afin de nouer ou entretenir des relations avec leurs homologues, dans une logique où les femmes sont exclues de ces cercles de pouvoir et cantonnées à la sphère domestique. Au tournant du XXe siècle, la Grande-Bretagne compte ainsi plus de deux cents clubs masculins privés. Il s'agit de « groupes d'hommes qui tirent leur pouvoir des liens qui les unissent ». Martine Delvaux, romancière, essayiste et professeure en études féministes à l'Université du Québec à Montréal définit un old boys' club comme « groupe d’hommes âgés, fortunés et blancs qui détiennent un pouvoir politique », groupe dont les femmes sont exclues.
Depuis plusieurs années, dans des médias anglophones ou francophones du Canada, la culture boys' club est étudiée en tant que milieu favorisant la misogynie et le harcèlement moral ou sexuel envers les femmes ou les minorités, par des hommes en position de pouvoir,. La culture boys' club renvoie à des réseaux informels d'hommes socialement homogènes (blanc, hétérosexuel et de classe moyenne) qui se cooptent pour étendre leur influence et améliorer leur carrière tout en excluant les personnes ne correspondant pas au profil : femmes, minorités, homosexuels, etc.. La présence de quelques femmes dans le réseau ne modifie pas les mécanismes sexistes fondamentaux à l'œuvre. En 2018, le livre Brotopia : Breaking Up the Boys' Club of Silicon Valley d’Emily Chang (journaliste chez Bloomberg TV) analyse ces mécanismes,. En mars 2021, Le Parisien décrit des clubs parisiens dont les femmes sont exclues, comme le Travellers Club ou l'Automobile Club de France.
Pour se défendre contre cette culture de boys' club dont les femmes sont exclues, certains auteurs invitent les professionnelles à fonder et animer leurs propres réseaux féminins d'entraide.

## Cas de la «Ligue du LOL»
En février 2019, un article publié dans Libération signale l'existence d'un groupe d'influenceurs (communicants, rédacteurs de presse) jeunes, presque exclusivement masculins, qui aurait mené de nombreux faits de harcèlement envers des femmes ou des membres de minorités (homosexuels, personnes dites racisées),. À cette occasion, ce groupe surnommé la ligue du LOL est à plusieurs reprises appelé un boys' club, au sens où des membres influents des réseaux sociaux se cooptaient et manifestaient leur solidarité dans une logique d'exclusion envers les personnes différentes de leurs stéréotypes.